# Szyk liniowy

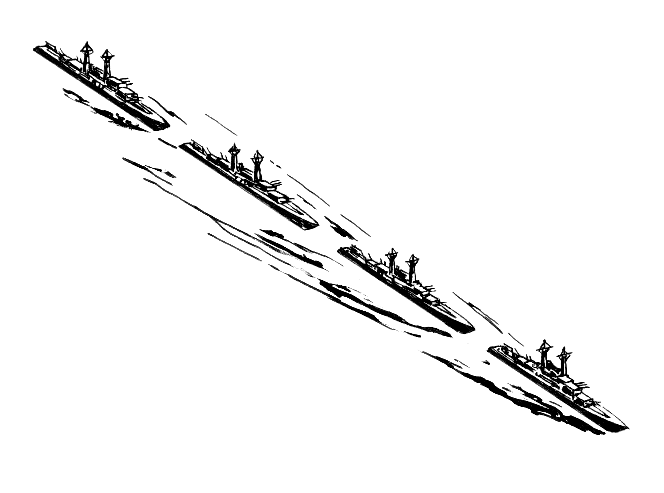
Szyk liniowy

Szyk liniowy - taktyka walki morskiej, polegająca na płynięciu okrętów w szyku jednej linii torowej i ostrzeliwaniu okrętów przeciwnika salwami burtowymi artylerii. 
Początkowo taktyką walki na morzu był głównie szyk roju, w którym okręty płynęły w grupie, z najsilniejszymi jednostkami na zewnątrz, a słabszymi pośrodku. W takim szyku tylko część jednostek mogła użyć artylerii przed starciem eskadr, które szybko zmieniało się w walkę w rozproszeniu pojedynczych okrętów, dążących do abordażu. W miarę doskonalenia artylerii okrętowej, wzrostu jej mocy oraz wprowadzania coraz większych okrętów, rola artylerii wzrastała i od XVI wieku zaczęto stopniowo stosować szyki, w których większa liczba okrętów mogła ostrzeliwać wroga przed starciem. Szyk taki wydłużał się i w końcu przyjął postać linii, w której okręty płynęły jeden za drugim i każdy mógł użyć swojej artylerii rozmieszczonej w bateriach burtowych. 

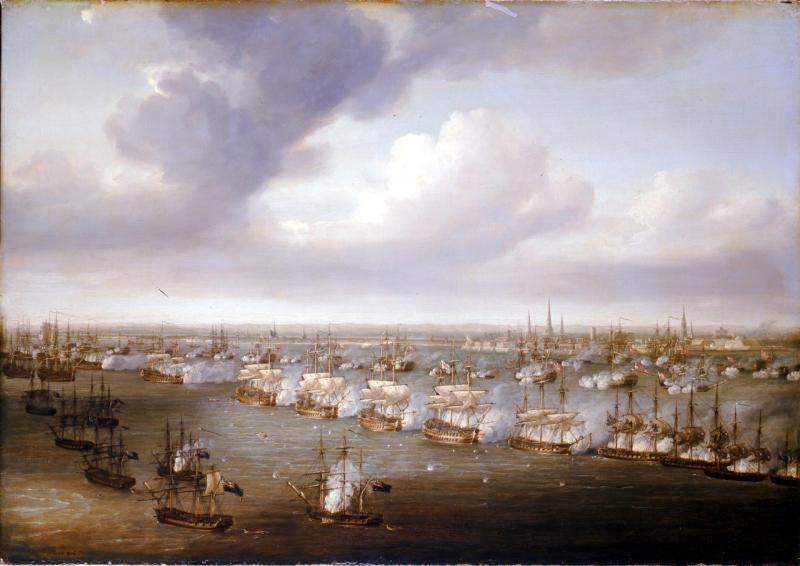
Brytyjskie i duńskie okręty w szyku liniowym podczas bitwy pod Kopenhagą (1801)

Prawdopodobnie jako pierwszy zastosował szyk zbliżony do szyku liniowego dowódca straży przedniej Vasco da Gamy, Vincente Sodre w bitwie z flotą muzułmańską u wybrzeża Malabaru w 1502 roku, kiedy niewielka eskadra portugalska rozgromiła flotę egipsko-kalikacką. W niektórych późniejszych bitwach dowódcy stosowali zbliżone szyki. Początkowo szyki składały się jednak także ze słabszych jednostek, płynących z reguły z tyłu, a część okrętów operowała w grupach lub osobno. 
Szyk liniowy został ostatecznie ukształtowany i przyjęty jako podstawowa taktyka walki od końca XVII wieku, równolegle ze wzmocnieniem i standaryzacją artylerii dużych galeonów. Wzrost siły ognia artylerii okrętowej spowodował, że możliwe stało się niszczenie okrętów przeciwnika za pomocą samej artylerii, a szyk liniowy ułatwiał koncentrację salwy, zwłaszcza przy niewielkim zasięgu XVII-XVIII wiecznej artylerii (do 2 km). Bitwy morskie przekształciły się w starcia dwóch równoległych linii okrętów, wymieniających salwy. Zasady walki w szyku liniowym skodyfikował na potrzeby marynarki francuskiej kapelan admirała Anne'a Hilariona de Tourville'a, matematyk i jezuita Paul Hoste w swojej pracy "L'art des armees navales" (Morska sztuka wojenna) opublikowanej w 1697 roku. Od sposobu walki w szyku liniowym, wykształcona z galeonów klasa podstawowych dużych okrętów wojennych otrzymała określenie "okręty liniowe" (ang. ship of the line). Najsilniejsze okręty, o zbliżonych do siebie parametrach, tworzyły floty liniowe. Jako pierwsi szyk liniowy jako celową taktykę zastosowali jednostronnie Anglicy przeciwko Holandii w bitwie pod Gabbard w 1653 roku, a pierwszą bitwą rozegraną w szyku liniowym z obu stron była bitwa morska pod Lowestoft w 1665 roku między tymi samymi stronami. Szyk liniowy znany jest przede wszystkim ze starć okresu wojen napoleońskich. Za ostatnią bitwę żaglowców w szyku liniowym uważa się bitwę pod Helgolandem w 1864, szyk liniowy powtórzył się jeszcze we fragmencie bitwy pod Cuszimą w 1905. 

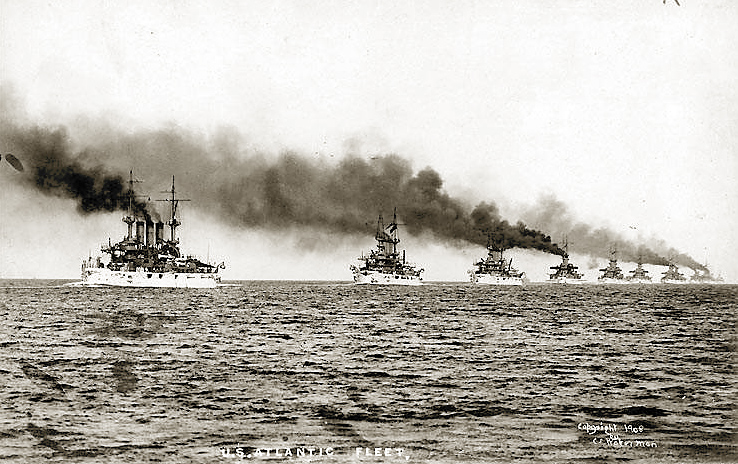
Pancerniki sprzed I wojny światowej w szyku torowym

Ewolucja artylerii okrętowej w II połowie XIX wieku, wiążąca się ze znacznym wzrostem jej zasięgu i możliwością ostrzeliwania celów we wszystkich kierunkach, jak też wzrost manewrowości okrętów o napędzie mechanicznym spowodowały, że tradycyjny szyk liniowy stał się nieadekwatny. Pewne elementy szyku liniowego przetrwały do I wojny światowej. Mimo jednak, że często zespoły okrętów podczas I i II wojny światowej płynęły podczas starć w szykach torowych, nie był to już szyk liniowy, rozumiany jako wymiana ognia dwóch linii okrętów, lecz były to walki manewrowe, cechujące się częstymi zmianami szyków i kursów, w tym przyjmowaniem szyków złożonych.